# Jehnědí
Jehnědí (německy Lammeldorf) je obec v okrese Ústí nad Orlicí v Pardubickém kraji. Je tvořena vesnicí, která leží asi 6 kilometrů západně od Ústí nad Orlicí, kolem silnice II/315 mezi vesnicemi Hrádek a Svatý Jiří. Žije zde 334 obyvatel. Obec je sdružena v mikroregionu Region Orlicko-Třebovsko.

## Geografie
Obec leží na vyvýšené plošině mezi Sloupnickým potokem a Tichou Orlicí. V západní části území obce se nachází nejvyšší bod této plošiny, kóta 419 v lokalitě U Boru. V oblasti vsi pramení Ostrovecký potok, který teče na severozápad do Tiché Orlice.

## Historie
První písemná zmínka o obci pochází z roku 1292, kdy král Václav II. tuto již osídlenou oblast věnoval Zbraslavskému klášteru. Kolonizace poříčí Orlice je předpokládána ve druhé polovině 12. století, pravděpodobně od Kojaty z rodu Hrabšiců, nejspíše vojenského velitele Trstenické stezky. V roce 1292 v Jehnědí královský dvůr, pod který spadalo 14 královských osad: Jehnědí, Kosořín, Loučky, Záleš, Džbánov, Oucmanice, Jiří, Štítka (dnes již zaniklá), Sudislav, Voděrady, Vlčkov, Sloupnice Dolní, Sloupnice Horní, Šůrová (zaniklá ves v místě Šuráňkova kopce). Již roku 1297 však bylo toto hospodářství zbraslavskému klášteru opět výměnou odebráno, Václav II. je s Vítkem ze Švábnic z rodu Hrabšiců, nejspíše velitelem Kladské stezky, vyměnil za Úpskou krajinu. Po roce 1297 se správní centrum přesunulo do Heřmanic a z Jehnědí se stala běžná ves, která poté bývala sídlem a majetkem zemanů, ti si zde však nevystavěli tvrz, ale obývali pouze opevněný dvůr. V roce 1404 zde držel zeman Václav z Jehnědí dvůr se čtrnácti selskými statky. Další majitelé, Václav a Přibík, bratři z Jehnědí, prodali v roce 1471 svůj majetek včetně Jehnědí městu Litomyšl. Jemu pak ves patřila téměř 4 století, až do zavedení obecního zřízení po roce 1848.
Z roku 1714 je písemně doložena zdejší rychtářská pečeť zobrazující kráčejícího českého lva s halapartnou v tlapách, obecní pečeť z roku 1833 zobrazuje jehně, nesoucí korouhev s křížkem. Jehně či beránek se objevují i na obecních razítkách po roce 1918.
Název obce je podle historiků odvozen od topolu bílého, staročesky nazývaného jahněda – topolový porost se nazýval jahnedie. Později byl název obce spojován s jehnětem, to se dostalo i do znaku obce. Přední levá nožka jehněte na znaku přidržuje český červenobílý praporec. Podle lidové pověsti zde prý kdysi z povozu vypadlo malé jehně, přepravované na trh, podle jiné verze výkladu se obec zaměřovala na chov jehňat či forman přejel jehně a snažil se ho probrat slovy „jehně, di“. Podle lidových pověstí se ves dříve jmenovala Černá ves podle temných vlky obydlených lesů v okolí.
Dějiny vsi zaznamenal jehnědský písmák a poslední ponocný František Pavlíček, který zemřel v požehnaném věku v březnu 1938, a v místě jeho úmrtí v lese Na Štítkách mu byl postaven kamenný pomníček, další jeho pomníček stojí od roku 2008 ve středu obce. V obci stojí také pomník obětem světových válek.
V letech 2008–2009 obec připravila a nabídla k prodeji 10 pozemků pro výstavbu nových domů.
V obci působí fotbalový klub FK 1980 Jehnědí, sbor dobrovolných hasičů založený v roce 1892, TJ Sokol Jehnědí, který má v centru vsi sokolovnu a pod jehož hlavičkou hraje na zimním stadionu v Ústí nad Orlicí i jehnědský minihokejový klub. Pod hlavičkou TJ Sokol působí i místní divadelní ochotníci. Letecký klub Letka Jehnědí působí na místním letišti.
Před zřízením škol zajišťovali vzdělávání dětí i dospělých duchovní svatojiřské katolické farnosti a evangeličtí duchovní ze Džbánova a Sloupnice. Jehnědí bylo poprvé přiškoleno ke Svatému Jiří. Po roce 1876 byla v Jehnědí založena jednotřídní obecná škola pro Jehnědí a Hrádek, spadající pod padala pod c. k. školní radu v Litomyšli (svatojiřská škola spadala pod Vysoké Mýto). Škola zpočátku působila v pronajaté místnosti Šmejdířova statku č. p. 62, do školy začalo chodit 36 dětí a prvním učitelem byl pan Josef Havel. Od roku 1877 byla otevřena druhá třída, v prvním patře, vedle bytu učitelské rodiny, a v té době budova přešla do vlastnictví obce. Kolem roku 1900 navštěvovalo školu průměrně 60 dětí. Po roce 1935 zde zůstala jen 1. až 5. třída, starší děti dojížděly či docházely do měšťanských škol v Brandýse a v Ústí. V roce 1932 byl schválen projekt na výstavbu nové školy, po roce 1953 bylo zbouráno stavení č. p. 82 a po velkých problémech pak byla s pomocí brigádnické i materiální pomoci občanů stavba dokončena a v září roku 1956 otevřena. Měla jednu třídu národní školy a od roku 1957 též jednu třídu školky, v červnu 1966 byla otevřena druhá třída a až dosud se zde vyučuje 1. až 5. ročník základní školy ve dvou třídách, škola má i školní jídelnu. V době stavby školy byla již stará jehnědská škola uzavřena a děti dojížděly do jednotřídní národní školy v Hrádku. V roce 1965 bylo dokončeno dětské koupaliště před školou.
Jedna z posledních zmínek o obci se v médiích objevila začátkem roku 2013 po první přímé volbě prezidenta republiky, kdy starosta Milan Myšák na protest proti výsledku volby před obecním úřadem svěsil českou vlajku na půl žerdi a vyvěsil černý prapor, protože podle něj „slušnost prohrála s hulvátstvím, hrubostí a demagogií“. Vítězný kandidát Miloš Zeman přitom v této obci získal ve druhém kole 46 % hlasů.

## Území a památky
Obecní úřad úřaduje každý pracovní den a nachází se ve východní části vsi, u středu vsi je kaplička Panny Marie a základní a mateřská škola (č. p. 82), v západní části vsi rybníček. V roce 1946 darovala závodní rada firmy bratří Ettlové ve Svitavách, menší zvon do kaple v Jehnědí. Obec provozuje prodejnu potravin a smíšeného zboží.
Od roku 1987 jsou vyhlášeny kulturními památkami usedlosti čp. 53 (menší usedlost severoseverovýchodně od rybníčku) a od roku 1964 také čp. 55 (venkovská usedlost čtyřkřídlé dispozice: obytné stavení, chlévy, sýpka s vjezdem a pavlačí, hospodářská budova se zadním průjezdem a kůlnou, severně od sokolovny).
Od roku 1995 je památkově chráněný kamenný krucifix západně od sokolovny (č. p. 90). Po stranách kamenného křížku stojí dvě významné lípy malolisté neboli srdčité. Obec navrhla oba „pěkné zdravé stromy u kulturní památky“ prohlásit za památné stromy, rozhodnutím městského úřadu v Ústí nad Orlicí z ledna 2002 byla prohlášena za památný strom pouze lípa blíže k místní komunikaci (v rozhodnutí je popsána jako opravdu pěkná dřevina s charakteristickým vzhledem, v dobrém stavu, bez patrných známek poškození a chorob a bez vážného poškození habitu), a ochrana druhé byla zamítnuta, protože na kmeni bylo zjištěno poškození dřevokaznou houbou.
Jižně od vesnice se nachází zemědělský areál a jižně od něj sportovní areál Ve hliňáku, s fotbalovým hřištěm a asfaltovým hřištěm na volejbal či tenis. U sportovního areálu se nachází letiště, tedy plocha pro ultralehká letadla Jehnědí – LKJEHN, údajně jedno z největších svého druhu v republice, s hangárem. Působí zde letecký klub.
Severně od vsi prochází západovýchodním směrem elektrické vedení 110 kV. Jehnědí je na rozvodnou síť napojeno povrchovým vedením od severu od Sudislavi nad Orlicí. Obec byla elektrifikována v roce 1941.

## Doprava
Silnice II/315 mezi Chocní a Ústím nad Orlicí prochází středem vesnice západovýchodním směrem, severojižním směrem ji po místní komunikaci křižuje cyklotrasa č. 4218 od Sudislavi nad Orlicí k Voděradům. Byla vyznačena po roce 2000 péčí zdejšího sdružení obcí. Východně od vsi prochází okrajem plošiny nad údolím Tiché Orlice modře značená turistická trasa po takzvané pivnici, tedy cestě, po které se prý kdysi vozilo pivo. Z cesty je vyhlídka do údolí, na Ústí nad Orlicí a na předhůří Orlických hor.
Železniční trať 010, součást III. tranzitního koridoru, prochází od roku 1845 nedaleko údolím Tiché Orlice, avšak nejbližší stanici má až v Ústí nad Orlicí. Plánováno je napřímení trati, nový pětikilometrový tunel Oucmanice by měl podcházet i pod severovýchodními cípy katastrálního území Jehnědí. Studie z roku 2009 předpokládá zprovoznění v listopadu 2019.
Přes obec jezdí (stav 2013) dvě autobusové linky IREDO dopravce ČSAD Ústí nad Orlicí a. s. (700905 Ústí nad Orlicí – Svatý Jiří – Voděrady – Sloupnice a 700920 Vysoké Mýto – Choceň – Svatý Jiří – Ústí nad Orlicí). Obě linky jsou v provozu pouze v pracovních dnech. Na území obce jsou dvě zastávky, a to v západní části vsi „Jehnědí, u rybníka“ a ve východní části vsi „Jehnědí, host.“, jihovýchodně od vsi u křižovatky na Džbánov se pak nachází ještě zastávka „Jehnědí, rozc. 1.5“, která leží ve výběžku katastrálního území Horní Sloupnice.

## Galerie

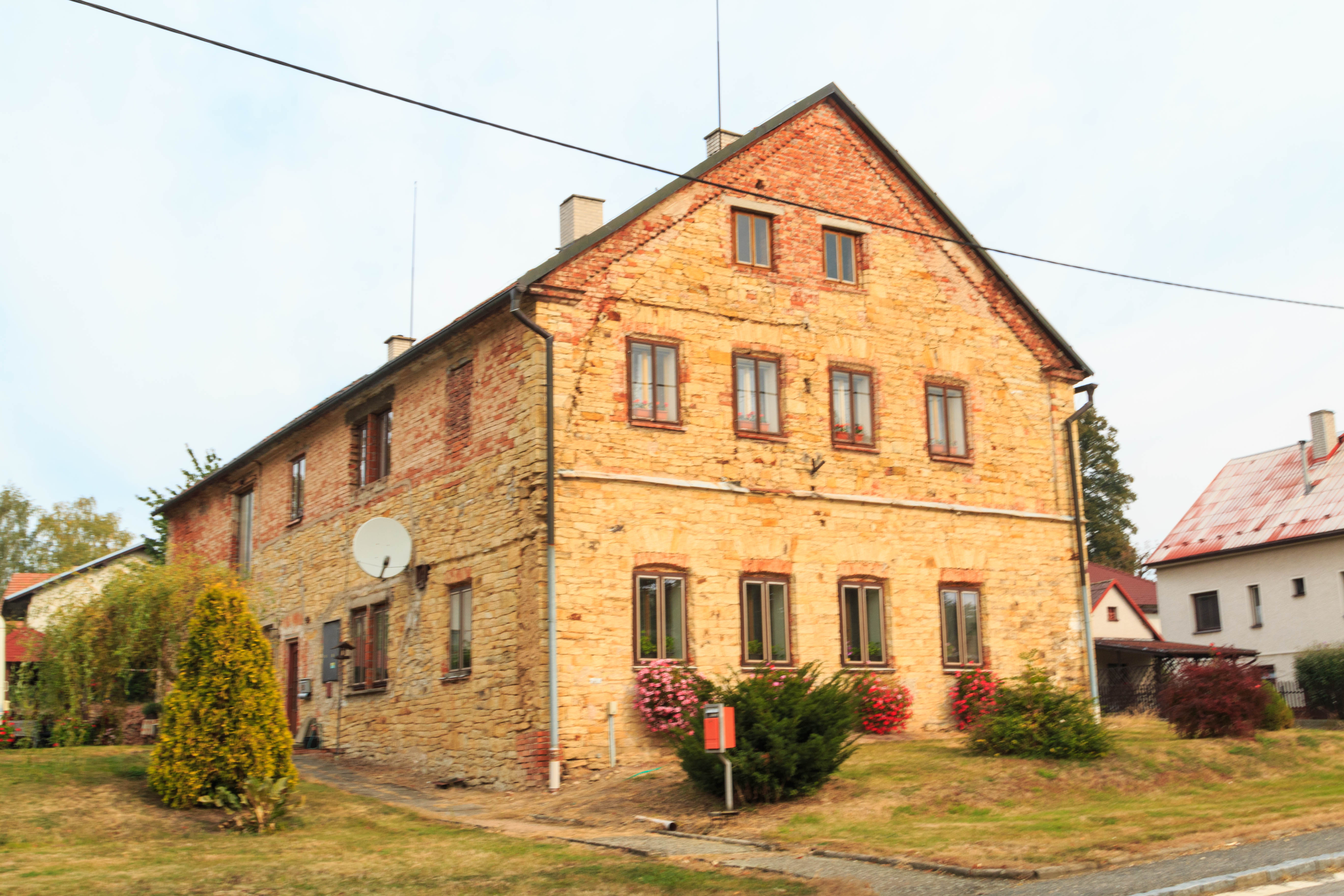
Stavení čp. 56
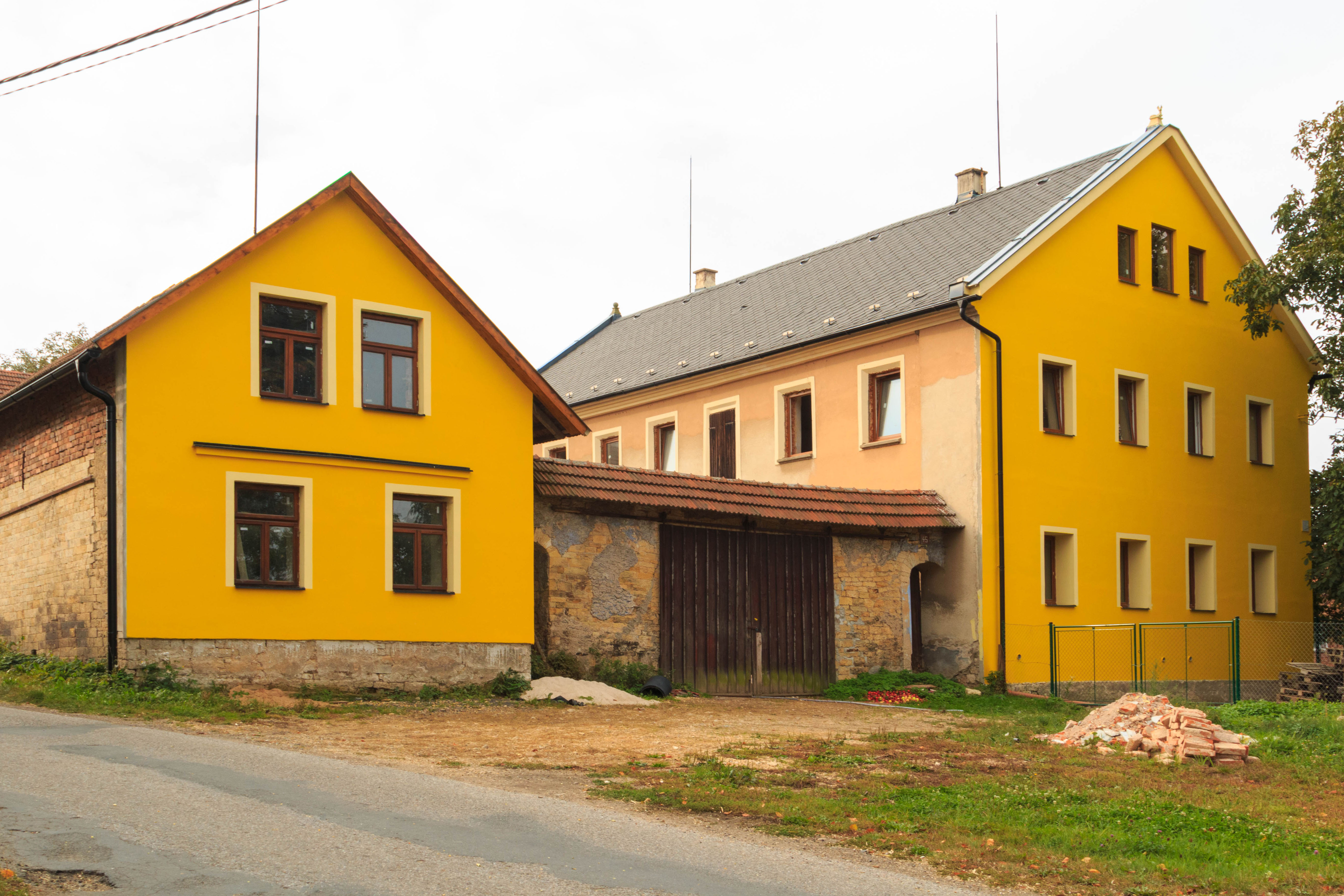
Stavení čp. 45
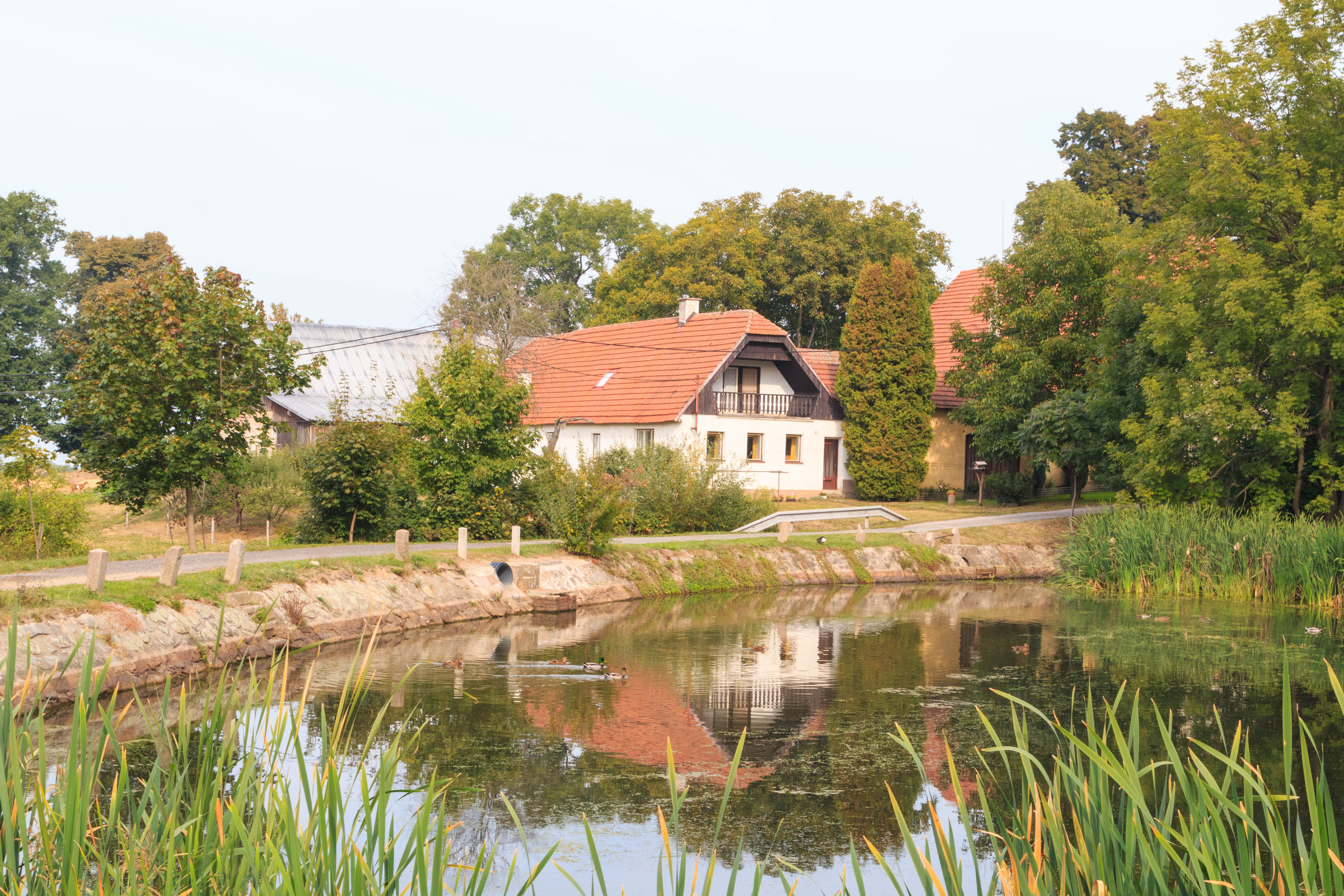
Návesní rybníček
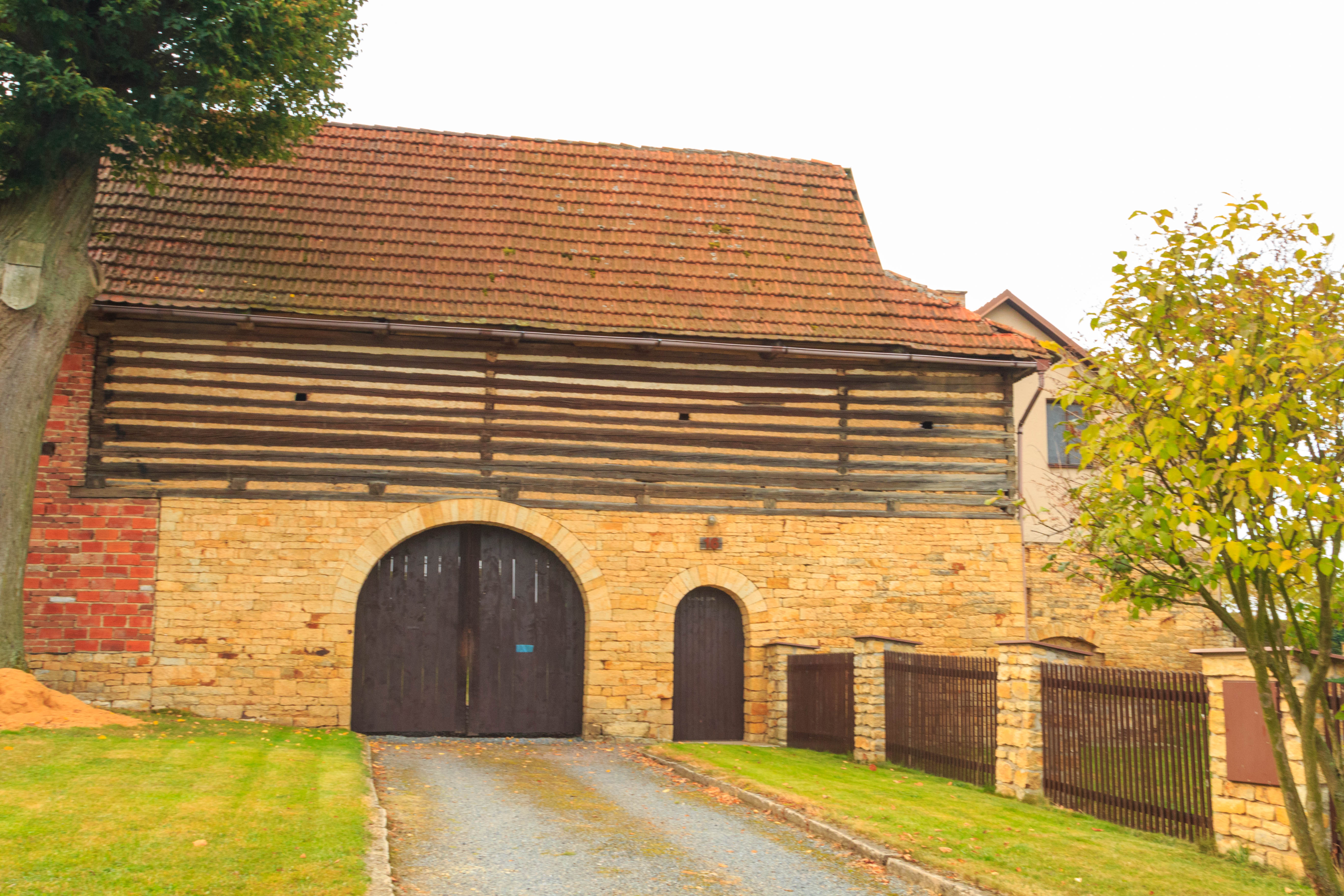
Stavení čp. 16
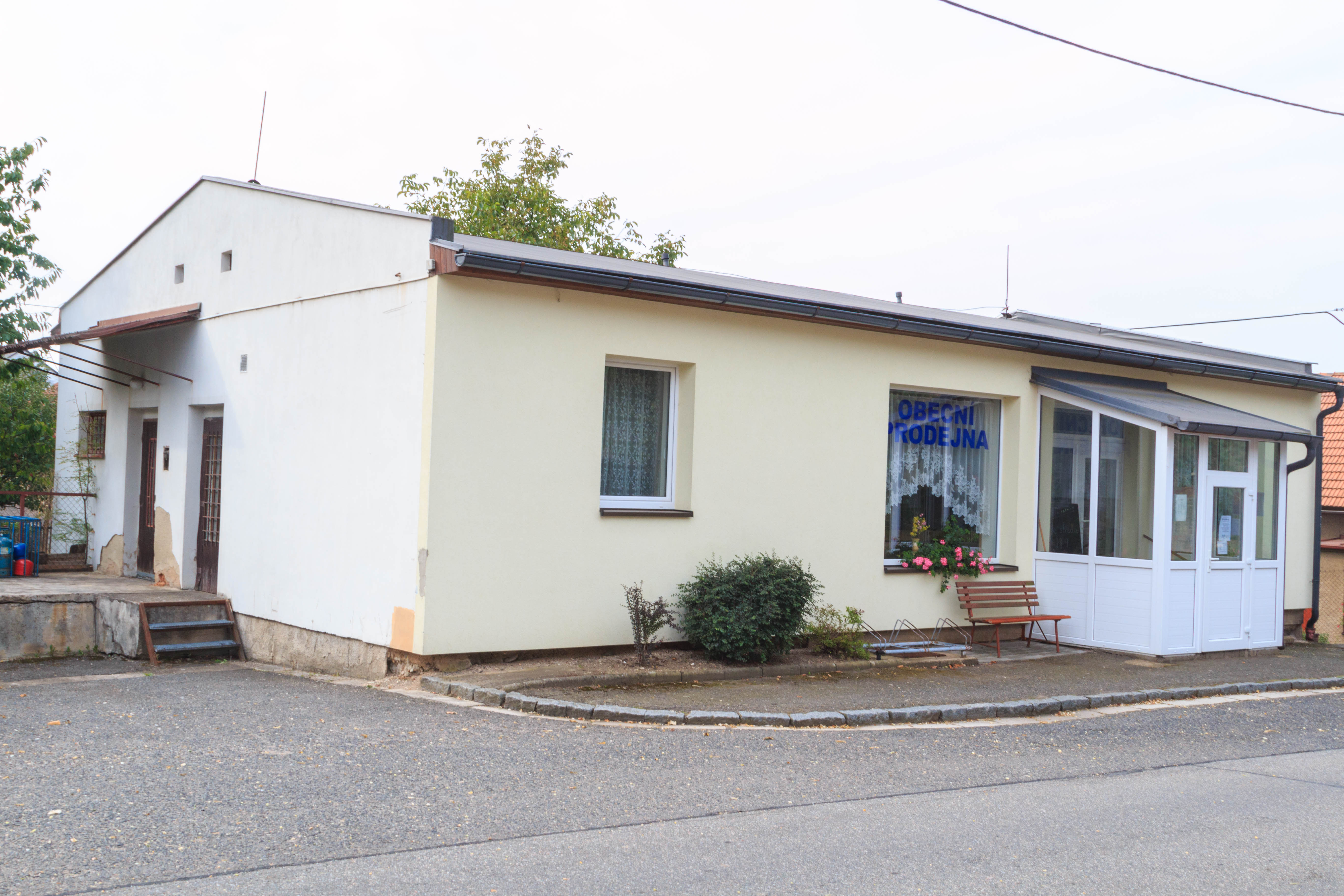
Prodejna
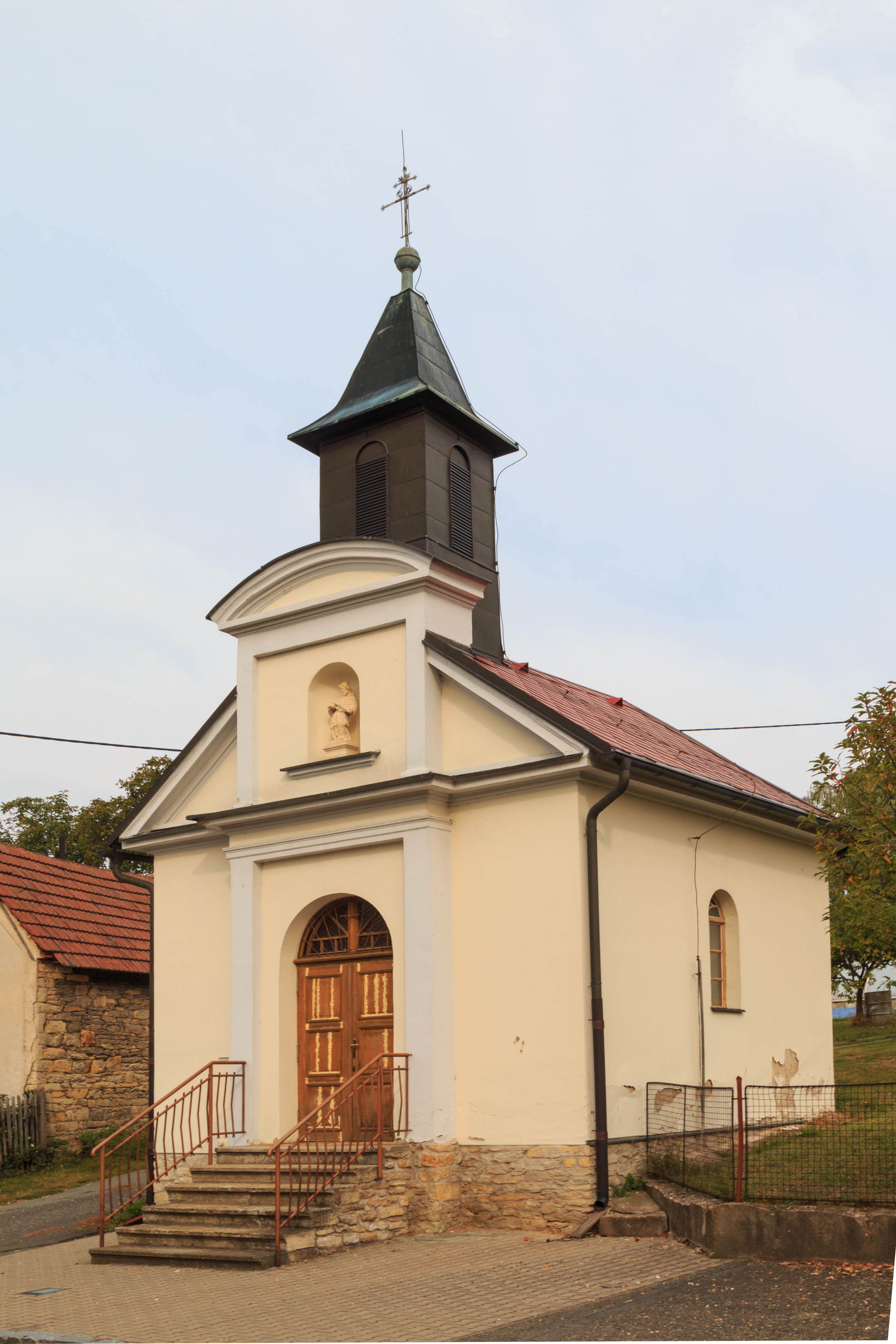
Kaple
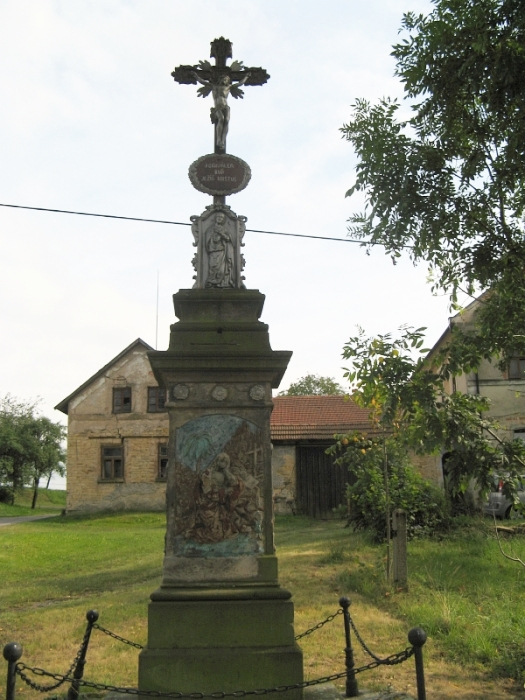
Kříž